# Thierville
Pour les articles homonymes, voir Thierville-sur-Meuse.
Thierville est une commune française située dans le département de l'Eure, en région Normandie.

## Géographie

### Localisation
| Écaquelon      | Écaquelon             | Écaquelon             |
| Glos-sur-Risle | Thierville            | Bonneville-Aptot      |
| Pont-Authou    | Malleville-sur-le-Bec | Malleville-sur-le-Bec |

### Boisement
L'extrême Nord-Ouest de la commune de Thierville est couvert par la forêt de Montfort.

### Hydrographie
La commune est située dans le bassin Seine-Normandie. Elle n'est drainée par aucun cours d'eau,. Néanmoins un plan d'eau est présent sur le territoire communal : la mare Sangsuaire (0,05 ha),.

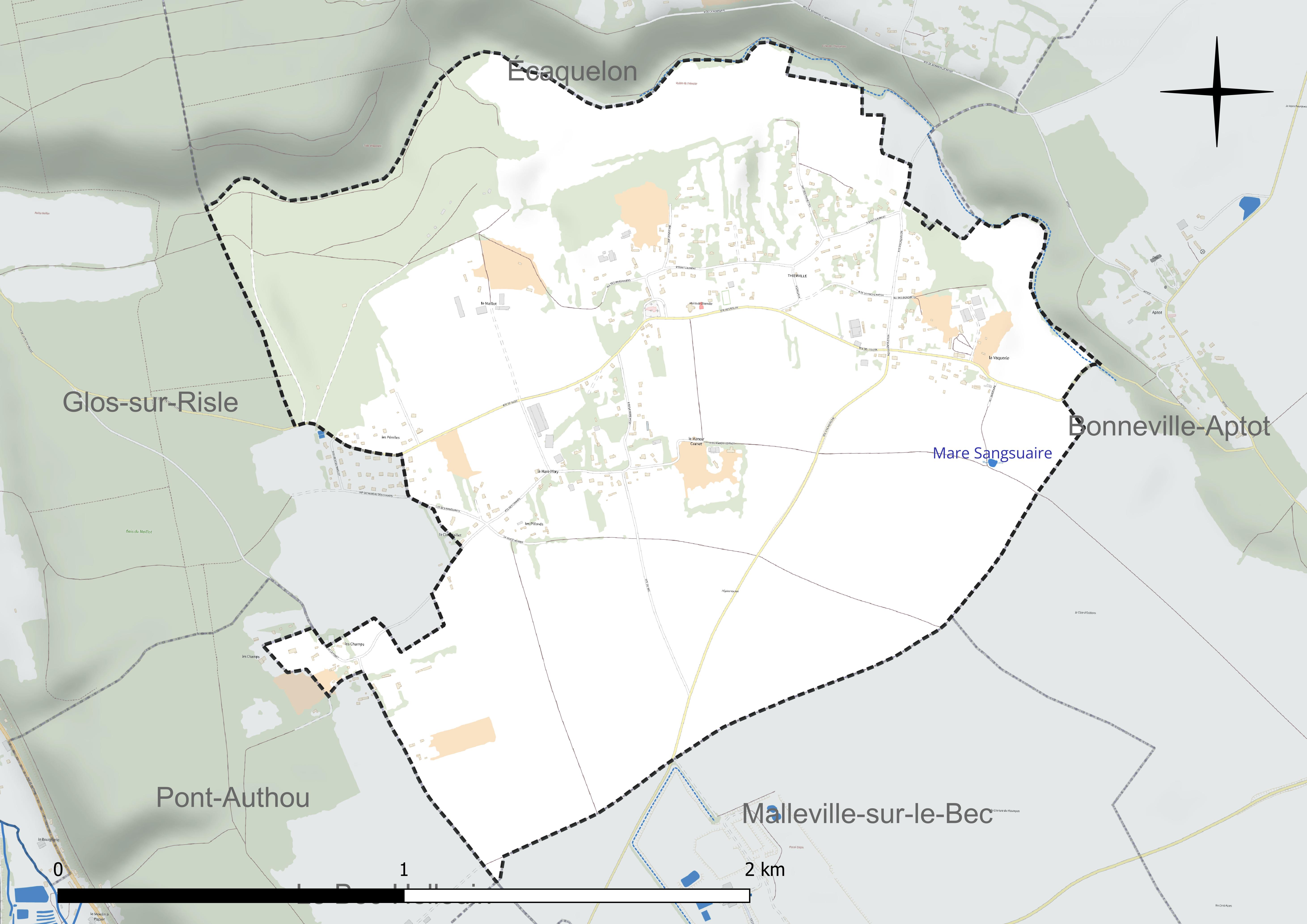
Réseau hydrographique de Thierville.

### Climat
Pour des articles plus généraux, voir Climat de la Normandie et Climat de l'Eure.
En 2010, le climat de la commune est de type climat océanique dégradé des plaines du Centre et du Nord, selon une étude du CNRS s'appuyant sur une série de données couvrant la période 1971-2000. En 2020, Météo-France publie une typologie des climats de la France métropolitaine dans laquelle la commune est exposée à un climat océanique et est dans la région climatique  Côtes de la Manche orientale, caractérisée par un faible ensoleillement (1 550 h/an) ; forte humidité de l’air (plus de 20 h/jour avec humidité relative > 80 % en hiver), vents forts fréquents. Parallèlement le GIEC normand, un groupe régional d’experts sur le climat, différencie quant à lui, dans une étude de 2020, trois grands types de climats pour la région Normandie, nuancés à une échelle plus fine par les facteurs géographiques locaux. La commune est, selon ce zonage, exposée à un « climat contrasté des collines », correspondant au Pays d’Auge, Lieuvin et Roumois, moins directement soumis aux flux océaniques et connaissant toutefois des précipitations assez marquées en raison des reliefs collinaires qui favorisent leur formation.
Pour la période 1971-2000, la température annuelle moyenne est de 10,2 °C, avec  une amplitude thermique annuelle de 13,3 °C. Le cumul annuel moyen de précipitations est de 827 mm, avec 12,6 jours de précipitations en janvier et 8,6 jours en juillet. Pour la période 1991-2020, la température moyenne annuelle observée sur la station météorologique la plus proche, située sur la commune de Brionne à 8 km à vol d'oiseau, est de 11,5 °C et le cumul annuel moyen de précipitations est de 791,7 mm,. Pour l'avenir, les paramètres climatiques de la commune estimés pour 2050 selon différents scénarios d’émission de gaz à effet de serre sont consultables sur un site dédié publié par Météo-France en novembre 2022.

## Urbanisme

### Typologie
Au 1er janvier 2024, Thierville est catégorisée commune rurale à habitat dispersé, selon la nouvelle grille communale de densité à 7 niveaux définie par l'Insee en 2022.
Elle est située hors unité urbaine. Par ailleurs la commune fait partie de l'aire d'attraction de Rouen, dont elle est une commune de la couronne,. Cette aire, qui regroupe 317 communes, est catégorisée dans les aires de 200 000 à moins de 700 000 habitants,.

### Occupation des sols
L'occupation des sols de la commune, telle qu'elle ressort de la base de données européenne d’occupation biophysique des sols Corine Land Cover (CLC), est marquée par l'importance des territoires agricoles (76,9 % en 2018), en diminution par rapport à 1990 (78,2 %). La répartition détaillée en 2018 est la suivante : 
terres arables (57 %), prairies (19,9 %), forêts (12,4 %), zones urbanisées (10,6 %). L'évolution de l’occupation des sols de la commune et de ses infrastructures peut être observée sur les différentes représentations cartographiques du territoire : la carte de Cassini (XVIIIe siècle), la carte d'état-major (1820-1866) et les cartes ou photos aériennes de l'IGN pour la période actuelle (1950 à aujourd'hui).

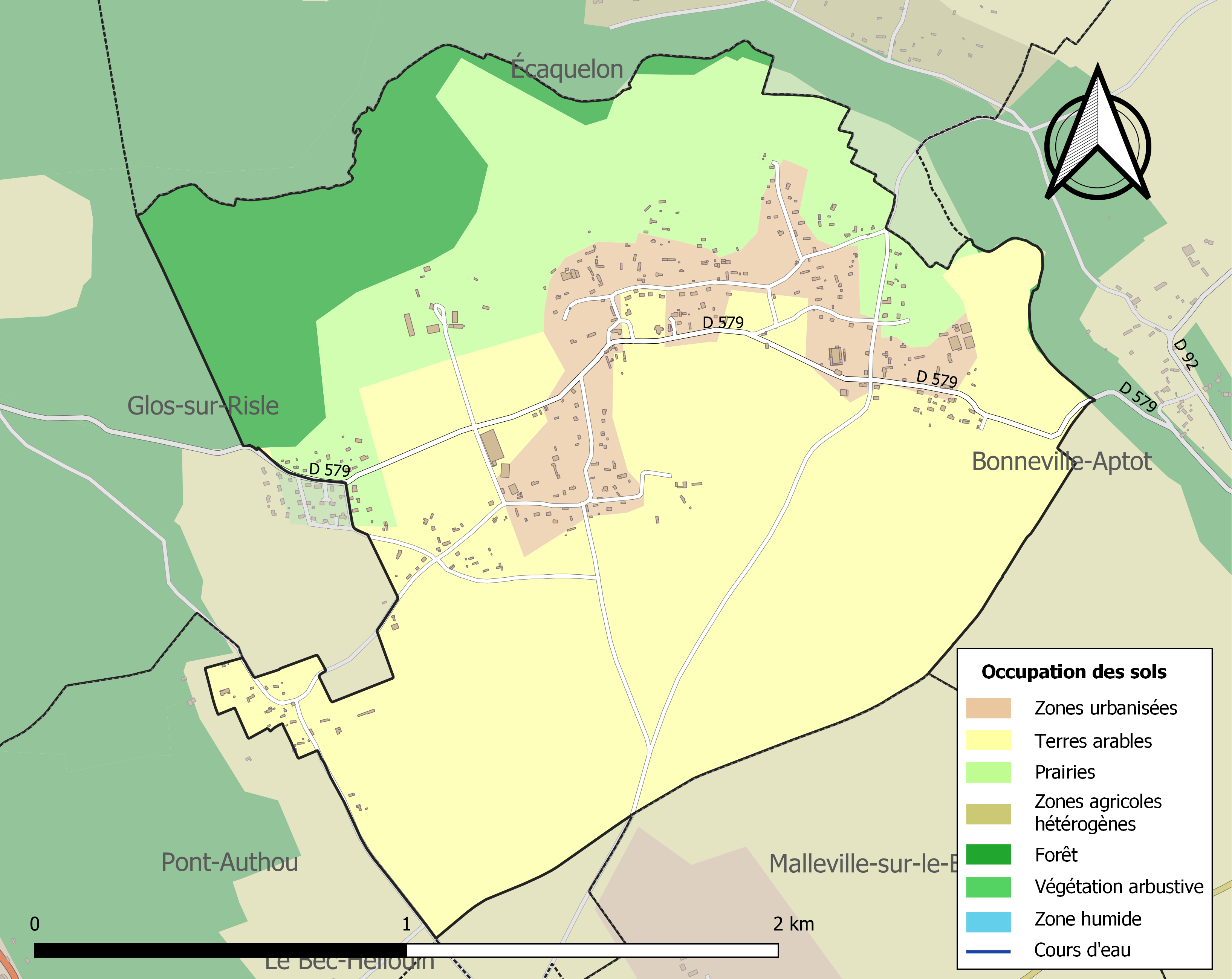
Carte des infrastructures et de l'occupation des sols de la commune en 2018 (CLC).

## Toponymie
Le nom est attesté sous les formes Terevilla vers 1090 et Tierrevilla 1180, Thierreville en 1209, Thyerrevilla en 1247 (cartulaire du Bec).
Formation médiévale en -ville « domaine rural » précédé peut-être du nom de personne germanique Theodericus qui a donné Thierry.
Il n'est pas sûr que la forme Tierricivilla mentionnée à propos de l'origine de Gilbert Becket, père de Thomas Becket, et de Thibaut du Bec, archevêque de Cantorbéry, se rapporte à ce village.
D'un point de vue phonétique, elle est cependant possible, car la forme Tierricivilla n'est pas contredite par les formes Terevilla et Tierrevilla citées précédemment. En effet, on constate souvent la chute ou l'amuïssement de la terminaison des anthroponymes précédents l'élément -ville.
Un autre argument, cette fois historique, repose sur le fait que l'abbaye Notre-Dame du Bec y aurait possédé des terres.
Possible homonymie avec Thierville-sur-Meuse.

## Histoire
Durant la Révolution française, le curé de Thierville, René Vallée, gardant une foi intègre, refusant de prêter serment à la Constitution civile du clergé, fut exécuté publiquement par les révolutionnaires le 12 mai 1794 dans le cimetière Saint-Léger à Evreux.
Thierville est une des communes de France à ne pas avoir perdu un citoyen pendant la Première Guerre mondiale et la seule à ne pas avoir perdu un seul soldat, si l'on ajoute les guerres de 1870, la Seconde Guerre mondiale, l'Indochine et l'Algérie.

## Politique et administration

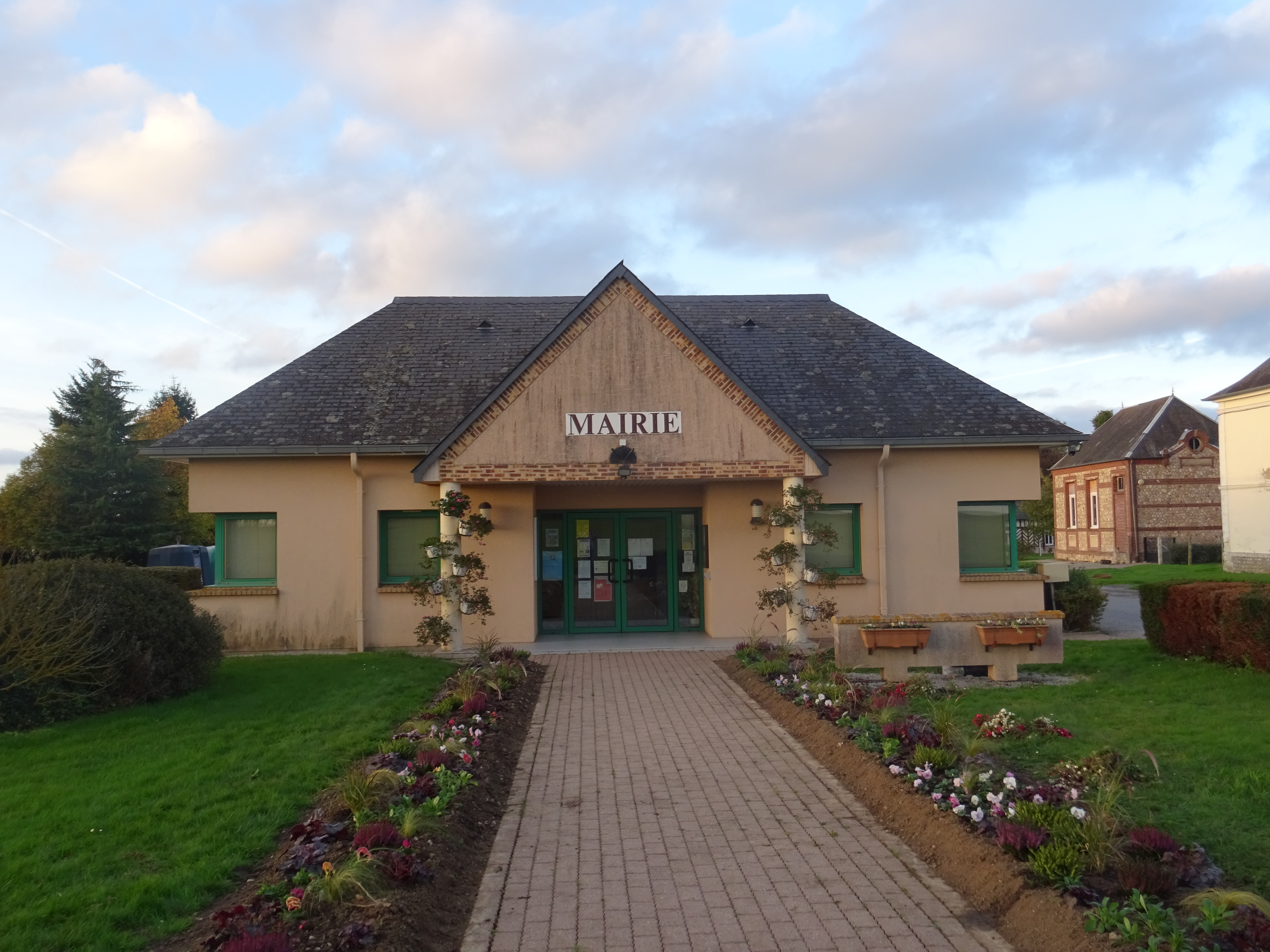
Mairie de Thierville.

| Période                                  | Période   | Identité           | Étiquette | Qualité     |
| ---------------------------------------- | --------- | ------------------ | --------- | ----------- |
| mars 1971                                | mars 1989 | André Vanlerberghe |           |             |
| mars 1989                                | 1990      | Mireille Thirel    |           |             |
| mars 1990                                | 1995      | Jean Mérot         |           |             |
| mars 1995                                | 2008      | Didier Bluet       |           |             |
| mars 2008                                | en cours  | Bertrand Simon     | DVD       | Agriculteur |
| Les données manquantes sont à compléter. |           |                    |           |             |

## Démographie
L'évolution du nombre d'habitants est connue à travers les recensements de la population effectués dans la commune depuis 1793. Pour les communes de moins de 10 000 habitants, une enquête de recensement portant sur toute la population est réalisée tous les cinq ans, les populations de référence des années intermédiaires étant quant à elles estimées par interpolation ou extrapolation. Pour la commune, le premier recensement exhaustif entrant dans le cadre du nouveau dispositif a été réalisé en 2008.

En 2022, la commune comptait 368 habitants, en évolution de −0,81 % par rapport à 2016 (Eure : −0,25 %, France hors Mayotte : +2,11 %).
| 1793 | 1800 | 1806 | 1821 | 1831 | 1836 | 1841 | 1846 | 1851 |
| ---- | ---- | ---- | ---- | ---- | ---- | ---- | ---- | ---- |
| 435  | 416  | 367  | 392  | 426  | 421  | 428  | 402  | 390  |

| 1856 | 1861 | 1866 | 1872 | 1876 | 1881 | 1886 | 1891 | 1896 |
| ---- | ---- | ---- | ---- | ---- | ---- | ---- | ---- | ---- |
| 364  | 377  | 364  | 354  | 324  | 287  | 267  | 233  | 231  |

| 1901 | 1906 | 1911 | 1921 | 1926 | 1931 | 1936 | 1946 | 1954 |
| ---- | ---- | ---- | ---- | ---- | ---- | ---- | ---- | ---- |
| 227  | 258  | 250  | 244  | 220  | 210  | 185  | 156  | 189  |

| 1962 | 1968 | 1975 | 1982 | 1990 | 1999 | 2006 | 2008 | 2013 |
| ---- | ---- | ---- | ---- | ---- | ---- | ---- | ---- | ---- |
| 192  | 195  | 198  | 231  | 242  | 218  | 272  | 287  | 357  |

| 2018 | 2022 | - | - | - | - | - | - | - |
| ---- | ---- | - | - | - | - | - | - | - |
| 371  | 368  | - | - | - | - | - | - | - |

## Culture locale et patrimoine

### Lieux et monuments

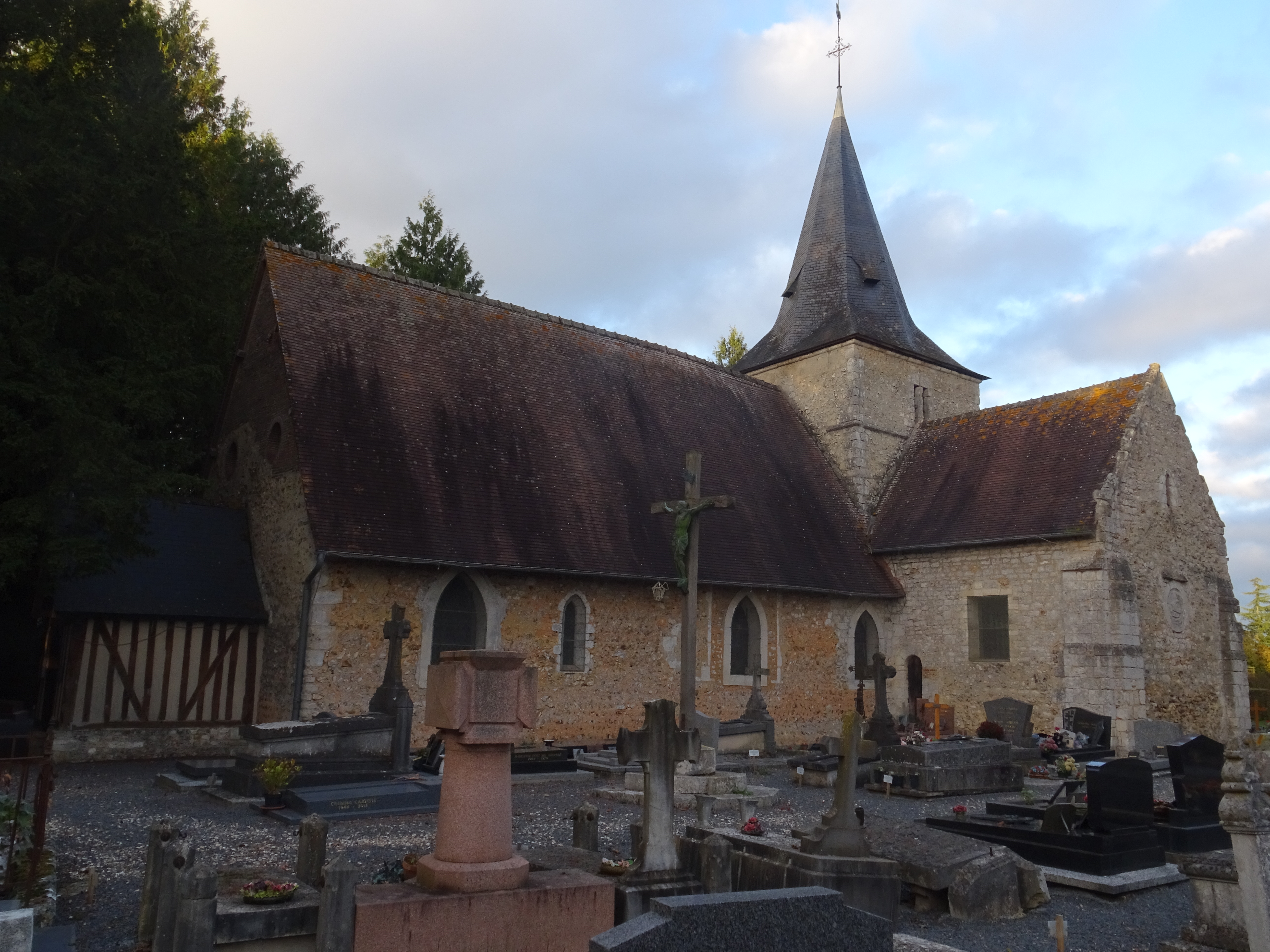
L'église Saint-Laurent.

La commune de Thierville compte plusieurs édifices inscrits à l'inventaire général du patrimoine culturel :
- L'église Saint-Laurent (XIe)[26] ;
- Une maison du XVIIIe siècle au lieu-dit la Mare-Pitry[27] ;
- Une ferme du XVIIIe siècle au lieu-dit Hameau des Champs[28].

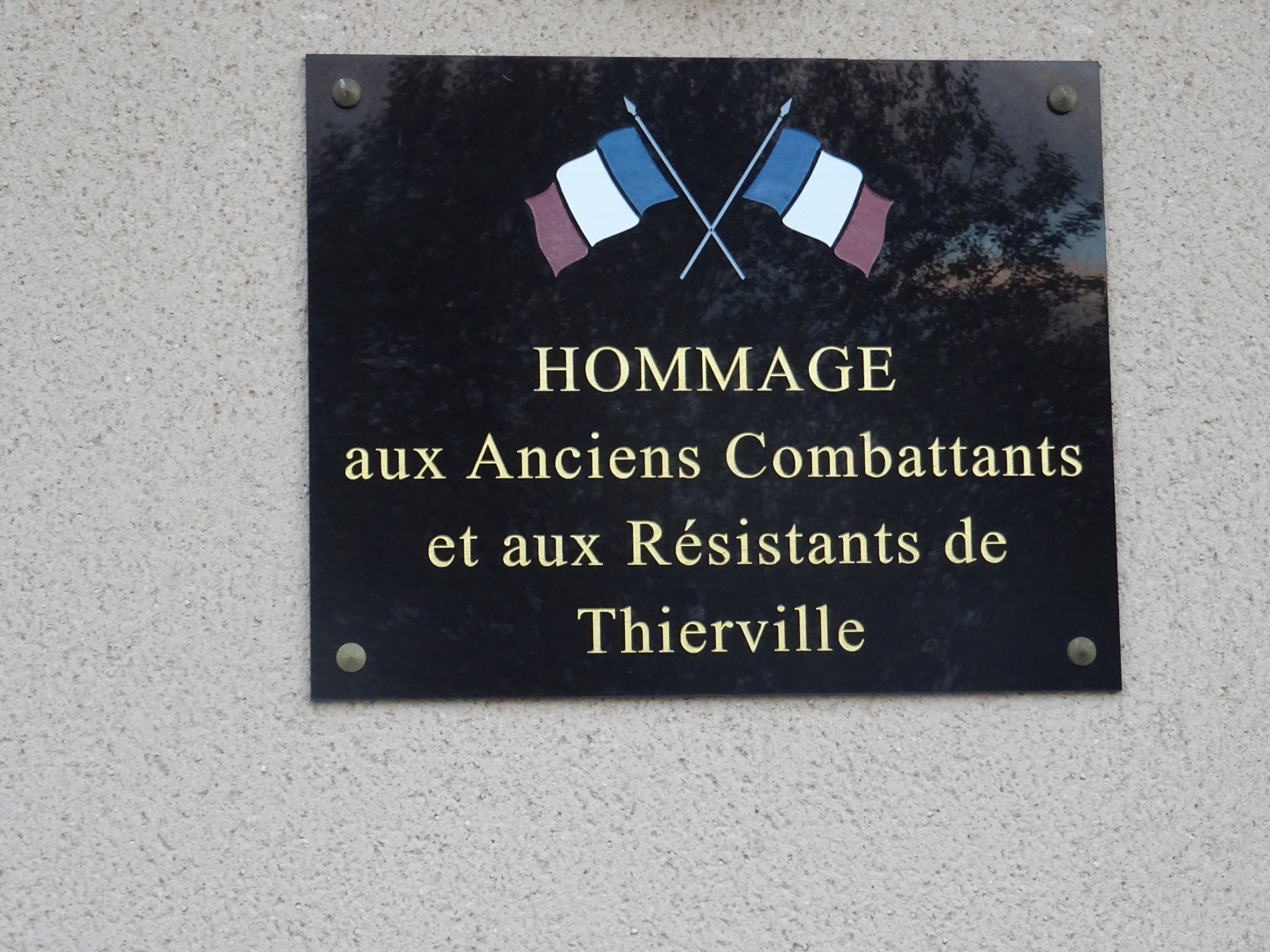
Plaque commémorative.

Thierville est avec Beuzeville-au-Plain l'une des communes de France sans monument aux morts, faute de victimes.
Que ce soit à la guerre franco-allemande de 1870, à la Première Guerre mondiale de 1914-1918 (où 12 Thiervillais sont appelés), à la Seconde Guerre mondiale de 1939-1945 (où partent 13 soldats thiervillais), à la guerre d'Indochine ou à la guerre d'Algérie, tous sont revenus dans leur foyer, sains et saufs, sans la moindre égratignure. Il existe simplement, apposée sur un mur de la mairie depuis quelques années, une plaque discrète portant l'inscription « Hommage aux Anciens Combattants et aux Résistants de Thierville ».

### Patrimoine naturel

#### ZNIEFF de type 1
- La petite vallée[29].

#### ZNIEFF de type 2
- La vallée de la Risle de Brionne à Pont-Audemer, la forêt de Montfort[30].

#### Site classé
- L'église avec son porche, le calvaire et un if,  Site classé (1928)[31] ;
- Le vallée de la Risle,  Site classé (1993)[32].

### Héraldique
|  | Les armoiries de Thierville se blasonnent ainsi : Écartelé : au premier de gueules aux deux léopards d’or armés et lampassés d'azur l'un sur l'autre ; au second d'azur à une charrue contournée d'argent ; au troisième d'azur à l'église du lieu au naturel ; au quatrième, de gueules à trois gerbes de blé d'or posées en pairle et accompagnées de sept molettes à 5 pointes aussi d'or, 3, 3 et 1. Les deux léopards d'or sur champ de gueules rappellent les armes de la Normandie. |

### Personnalités liées à la commune
- Gilbert Becket ou Beket, père de Thomas Becket, archevêque de Cantorbéry.[réf. nécessaire]
- Thibaut du Bec, archevêque de Cantorbéry serait né à Thierville.